# Caparić
Caparić (izvirno srbsko Цапарић) je naselje v Srbiji, ki upravno spada pod Občino Ljubovija; slednja pa je del Mačvanskega upravnega okraja.

## Demografija
V naselju, katerega izvirno (srbsko-cirilično) ime je Цапарић, živi 371 polnoletnih prebivalcev, pri čemer je njihova povprečna starost 44,0 let (41,0 pri moških in 47,8 pri ženskah). Naselje ima 150 gospodinjstev, pri čemer je povprečno število članov na gospodinjstvo 2,99.
To naselje je, glede na rezultate popisa iz leta 2002, večinoma srbsko, a v času zadnjih treh popisov je opazno zmanjšanje števila prebivalcev.
|  |

| Demografija | Demografija     | Demografija     |
| Leto        | Št. prebivalcev | Št. prebivalcev |
| ----------- | --------------- | --------------- |
|             |                 |                 |
|             |                 |                 |
|             |                 |                 |
|             |                 |                 |
| 1948        | 1419            |                 |
| 1953        | 1504            |                 |
| 1961        | 1386            |                 |
| 1971        | 1099            |                 |
| 1981        | 797             |                 |
| 1991        | 567             | 567             |
| 2002        | 448             | 448             |
|             |                 |                 |

| Etnična sestava po popisu iz leta 2002 | Etnična sestava po popisu iz leta 2002 | Etnična sestava po popisu iz leta 2002 | Etnična sestava po popisu iz leta 2002 | Etnična sestava po popisu iz leta 2002 |
| -------------------------------------- | -------------------------------------- | -------------------------------------- | -------------------------------------- | -------------------------------------- |
| Srbi                                   | Srbi                                   |                                        | 445                                    | 99,33%                                 |
| Neznano                                | Neznano                                |                                        | 3                                      | 0,66%                                  |